# دوري كرة القدم الليتواني الدرجة الثانية 2016
دوري كرة القدم الدرجة الأولى 2016 هو موسم من دوري كرة القدم الليتواني الدرجة الثانية ‏. فاز فيه FK Šilas Kazlų Rūda ‏.